# جان وینچستر (سوپرنچرال)
جان اریک وینچستر (به انگلیسی: John Eric Winchester) یک شخصیت داستانی در مجموعه تلویزیونی درام و ترسناک سوپرنچرال در تلویزیون سی‌دابلیو است. طراحی و توسعه داده شده توسط خالق مجموعه اریک کریپک، که بازی این شخصیت عمدتاً توسط جفری دین مورگان انجام شده‌است. هم‌چنین جان پدر سم و دین وینچستر، دو شخصیت اصلی سریال است.

## داستان
جان وینچستر همسر مری وینچستر و پدر دین و سم وینچستر، و سابقاً جزء نیروی دریایی بوده‌است. همسر او مری، هنگامی که توسط یک شیطان به سقف آویخته، در شعله‌های آتش گرفتار و سپس کشته شده بود. بعد از این رویداد غم‌انگیز، جان با فرزندان خود، برای شکار موجودات فراطبیعی، شروع به سفر در کشور می‌کنند به‌عنوان این‌که یک روزی شیطان قاتل مری را پیدا کنند و او را بکشند. پسر او سم، در نهایت به دانشگاه استنفورد می‌رود، و جان تلاش خود را با پسرش دین ادامه می‌دهد ولی در نهایت جان بدون هیچ ردی ناپدید شده و دین به‌تنهایی برای پیداکردن قاتل مادرش ادامه می‌دهد. او روزهای بعد را صرف تماشای بیشتر پسرانش می‌کرد تا از در امان بودن آن‌ها اطمینان حاصل کند. در همین حال، او جستجو را برای اطلاعاتی در مورد شیطانی که همسرش را به قتل رسانده بود، ادامه می‌داد. در نهایت در ادامه داستان، او به پسرانش برای جنگ با شیطان می‌پیوندد. در پایان، او یک معامله با همان شیطانی که همسرش مری را کشته بود، برای نجات زندگی پسرش دین، انجام می‌دهد. این معامله، شامل دادن تفنگ کلت به شیطان و هم‌چنین دادن روحش و پایان دادن به زندگی‌اش بود. آخرین لحظات جان در بیمارستان با پسرش دین بود که در آنجا او به پسرش گفت که مواظب برادرش سم باشد و اگر قادر به نجات دادنش نیست، او را بکشد.